# John Langdon

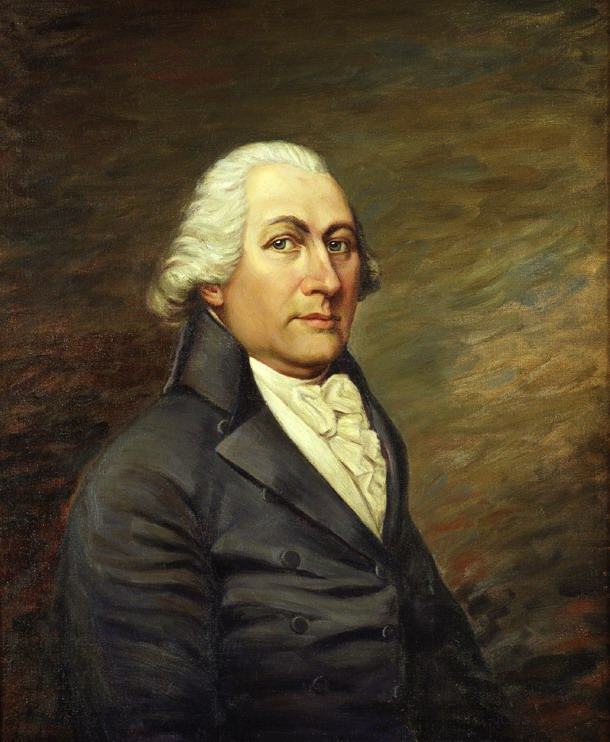
John Langdon

John Langdon (* 26. Juni 1741 in Portsmouth, New Hampshire Colony; † 18. September 1819 ebenda) war ein US-amerikanischer Politiker und zwischen 1785 und 1812 mehrmals Gouverneur des Bundesstaates New Hampshire. Zwischen 1789 und 1801 vertrat er seinen Staat im US-Senat, dessen erster Präsident pro tempore er war.

## Frühe Jahre und politischer Aufstieg
Langdon wurde im kolonialen New Hampshire geboren und besuchte dort die Hale Latin Grammar School. Nach der Schule fuhr er einige Jahre zur See, ehe er selbst Eigentümer eines Schiffes und Händler wurde. Er unterstützte von Anfang an die amerikanische Revolution und wurde Mitglied der Miliz von New Hampshire. Während des Unabhängigkeitskriegs wurde er auch in militärische Gefechte mit den Briten verwickelt. Zwischen 1775 und 1776 war er Mitglied des Kontinentalkongresses. Danach wurde er mit der Aufsicht über den Bau einiger Kriegsschiffe betraut. Zwischen 1776 und 1782 sowie von 1786 bis 1787 war er Abgeordneter im Repräsentantenhaus von New Hampshire. Dabei war er zeitweise Präsident des Hauses (Speaker). Dazwischen war er von 1784 bis 1785 im Senat von New Hampshire. Außerdem war er 1778 Delegierter auf der verfassungsgebenden Konferenz dieses Staates. Im Jahr 1785 wurde er erstmals zum Gouverneur gewählt. Sein offizieller Titel lautete damals noch Präsident von New Hampshire.

## Gouverneur und US-Senator
Langdon war viermal Gouverneur seines Staates und zwar von 1785 bis 1786, von 1788 bis 1789, von 1805 bis 1809 und schließlich zwischen 1810 und 1812. Zwischen seinen Amtszeiten war er 1787 nochmals Mitglied im Kontinentalkongress und der verfassungsgebenden Versammlung der Vereinigten Staaten. Er gehörte auch dem Gremium an, das diese Verfassung für New Hampshire ratifizierte. Zwischen dem 4. März 1789 und dem 3. März 1801 vertrat er als erster Class-3-Senator seinen Staat im Kongress. Dort wurde er am 6. April 1789 auch zum ersten Präsident pro tempore gewählt. Dieses Amt übte er zunächst bis zum 9. August 1789 und dann nochmals von November 1792 bis zum Dezember 1793 aus. Während seiner ersten Zeit als Präsident pro tempore überwachte er die Auszählung der Wahlmännerstimmen zur ersten Präsidentschaftswahl.

## Weitere politische Aktivitäten
In den letzten Jahren seiner politischen Tätigkeit war Langdon Mitglied der Demokratisch-Republikanischen Partei. Im Jahr 1801 lehnte er ein Angebot von Präsident Thomas Jefferson ab, der ihm das Amt des Marineministers offerierte. Stattdessen wurde Langdon zwischen 1801 und 1805 noch einmal Abgeordneter im Repräsentantenhaus seines Heimatstaates, während der letzten beiden Jahre war er Präsident des Hauses. Im Jahr 1812 wurde ihm die Vizepräsidentschaft unter Präsident James Madison angeboten, die er aber ebenfalls ablehnte. Danach zog er sich in den Ruhestand zurück.

## Verschiedenes
John Langdon war mit Elizabeth Sherburne verheiratet, mit der er zwei Kinder hatte. In New Hampshire wurde die Stadt Langdon nach ihm benannt. John Langdon starb am 18. September 1819 in seinem Geburtsort Portsmouth und wurde dort auf dem Nordfriedhof beigesetzt. Sein Bruder Woodbury Langdon (1739–1805) war 1779 Mitglied im Kontinentalkongress.